# Dabing Street
Dabing Street je dvanáctidílný komediální televizní seriál České televize z roku 2018. Děj je posazen do léta 2001 a popisuje dění ve fiktivní dabingové společnosti Studio ZERO poté, co zemře její majitel a o vedení studia se zkoušejí podělit vdova se zaměstnanci.
Seriál vychází ze stejnojmenné divadelní hry Dejvického divadla, která získala titul Nejlepší komedie roku 2013 na XIV. ročníku Grand festivalu smíchu v Pardubicích. Herci Dejvického divadla jsou tedy logicky obsazeni i do většiny rolí, nevšedním prvkem je pak obsazení několika známějších herců do „civilních“ rolí – hrají sami sebe (např. cameo dabéra Filipa Švarce, Jiřího Bartošky, Viktora Preisse). Dabované cizojazyčné scény nepocházejí ze skutečných filmů, ale byly natočeny speciálně pro seriál. Pro režiséra Petra Zelenku šlo o seriálový debut.
Jako hudba v úvodní znělce je použita skladba „Little Fury Things“ z druhého alba You're Living All Over Me (1987) americké skupiny Dinosaur Jr.
Oficiální poštovní adresa studia zní: Studio ZERO, Novovysočanská 602/14, 190 00 Praha 9.

## Obsazení

### Hlavní role
| Klára Melíšková  | Eva Archová, (spolu)majitelka studia, neúspěšná herečka                               |
| Hynek Čermák     | Karel Bartoš, nejstarší technik studia a loajální zaměstnanec, Evin platonický ctitel |
| Václav Neužil    | Pavel Vlas, mladší technik studia a dabingový srdcař, Evin milenec                    |
| Tereza Voříšková | Lada Bartošová, uklízečka studia, Karlova 22letá promiskuitní sestra                  |
| Marek Adamczyk   | David, nejmladší technik studia, syn ředitele banky                                   |

### Vedlejší role skutečných postav
| Jiří Bartoška     | sám sebe jako smuteční řečník               |
| Helena Dytrtová   | sama sebe jako dabérka                      |
| Filip Švarc       | sám sebe jako dabér                         |
| Vladimír Škultéty | sám sebe jako herec a falešný taxikář       |
| Barbora Kroužková | sama sebe jako hlasatelka Událostí          |
| Viktor Preiss     | sám sebe jako herec                         |
| Václav Faltus     | sám sebe jako imitátor                      |
| Ivan Trojan       | sám sebe jako herec                         |
| Vilma Cibulková   | sama sebe jako herečka                      |
| Petr Šoupa        | sám sebe jako technik-zvukař České televize |

### Vedlejší role ostatní
| Jiří Prager              | Jiří Arch, spolumajitel a režisér                        |
| Miroslav Krobot          | režisér Jan Janda                                        |
| Pavla Beretová           | Lenka, prodavačka v butiku Dusni3, Evina pseudokamarádka |
| Lenka Krobotová          | novinářka Iveta, PR poradkyně a Evina pseudokamarádka    |
| Barbara Lukešová         | Dana, Karlova učitelka angličtiny                        |
| Jan Vondráček            | Přemysl Bartoloměj, ředitel akvizic soukromé televize    |
| Martin Myšička           | Michal Kross, mediální poradce                           |
| Norbert Lichý            | Aleš Brázda, předseda Herecké asociace                   |
| Pavel Nečas              | producent Buk                                            |
| Daniel Pečenka           | producentův právník                                      |
| Blanka Popková           | listonoška                                               |
| Petr Jeništa             | notář Basta                                              |
| Jaroslav Pížl            | Lukáš Jeništa, bankovní úředník                          |
| Hana Frejková            | důchodkyně                                               |
| Filip Šebšajevič         | kulisák                                                  |
| Ivo Sedláček             | kulisák                                                  |
| Antonín Týmal            | kulisák                                                  |
| Marika Šoposká           | Davidova milenka                                         |
| Magdalena Krupičková     | Davidova milenka                                         |
| Michaela Imramovská      | Davidova milenka                                         |
| Lucie Lipenská           | Davidova milenka                                         |
| Jan Hájek                | policejní vyšetřovatel                                   |
| Magdalena Zimová         | posluchačka mediálního kurzu                             |
| Marie Ludvíková          | posluchačka mediálního kurzu                             |
| Anita Ešpandrová         | posluchačka mediálního kurzu                             |
| Eva Alner Jízdná         | posluchačka mediálního kurzu                             |
| Eliška Burkert Nezvalová | posluchačka mediálního kurzu                             |
| Zora Valchařová Poulová  | třídní učitelka                                          |
| Katarzyna Zawadzka       | supervizorka Kinga                                       |
| Saša Michailidis         | moderátor rádia Pjena                                    |
| Barbara Milotová         | psychotronička Květa                                     |
| Berenika Kohoutová       | amatérská dabérka                                        |
| Jan Lepšík               | stěhovák                                                 |
| Šimon Pečenka            | stěhovák                                                 |
| Jana Holcová             | lékárnice                                                |
| Lada Jelínková           | Krossova manželka                                        |

## Seznam dílů
| Č. v seriálu | Název                       | Režie        | Scénář       | Premiéra v ČR   |
| --- | --------------------------- | ------------ | ------------ | --------------- |
| 1 | Jiří Arch                   | Petr Zelenka | Petr Zelenka | 8. ledna 2018   |
| V rozpadajícím se areálu bývalé Pragy v pražských Vysočanech sídlí v dřevěném baráku u haly 21 pod produktovodem podprůměrné a zastarávající dabingové Studio ZERO, jehož spolumajitel Jiří Arch je zároveň ředitelem i jediným režisérem. Přímo při režírování zkolabuje a zemře, aniž by si toho všiml někdo jiný než službukonající technik Karel. Spolumajitelku studia, vdovu a neúspěšnou herečku Evu Archovou se pak Karel, spolu s kolegou a Eviným milencem Pavlem, snaží přesvědčit o perspektivnosti studia, pokud se ona sama ujme jeho vedení. Jejich snaha vyznívá naprázdno, obzvlášť když jejich dobře míněné pokusy nevyjdou a smuteční rozloučení s majitelem se změní ve frašku. Až těsně před podpisem smlouvy s developerem, který má ohledně studia zájem jen o budovu a pozemek, objeví Eva krabici dopisů od diváků kondolujících k Archovu úmrtí, a rozhodne se v jeho práci pokračovat. |                             |              |              |                 |
| 2 | Studio B                    | Petr Zelenka | Petr Zelenka | 15. ledna 2018  |
| Eva má se studiem velké plány, ale s nimi narazí už u notáře: na studiu vázne zhruba milionová pohledávka za manželovými nesplacenými půjčkami. Takže musí řešit už dva problémy: sehnat režiséra a sehnat peníze. Prvního úkolu se ochotně ujme Karel sám a rozhodne se nabídnout tuto práci vysloužilému filmovému režisérovi Jandovi. Podcení však jeho cholerickou povahu a taktak stihne z Jandovy rozpadající se vily odjet zdravý. Pavel se zatím ujme druhého úkolu a na vlastní pěst rozjede podvůdek na bankovního úředníka: přesvědčit ho o existenci dvou studií, a to nejenom pomocí zfalšovaných papírů, ale i rychlopřestavbou studia (za pomoci všech Ladiných milenců-kulisáků) tak, aby při dvou návštěvách vypadala stejná místnost úplně jinak. Bankovní úředník se tak pod palbou Pavlovy výmluvnosti a Ladiny koketérie nechá přesvědčit o existenci studií A a B, ale do toho náhle přijede na místo i Eva a ta všechny snahy doslova zboří. Naštěstí se však ukáže, že nejlínější kulisák je synem bankovního ředitele, a Evě se tak možná otevírá nová cesta. |                             |              |              |                 |
| 3 | Budování mediálního obrazu  | Petr Zelenka | Petr Zelenka | 22. ledna 2018  |
| Novopečený technik David využívá nevšedního prostředí dabingového studia ke svádění dívek, zatímco Eva se přihlásí do mediálního kursu pro podnikatele a snaží se ve výběrovém řízení na padesátidílný anglický seriál Paměti lorda Chestertona (v Ladině pojetí Paměti starýho prasáka) konkurovat zavedenému studiu Míchačka. Namísto Pavlem prosazovaných investic do vybavení, zejména nového mixážního pultu namísto starého Behringera, se rozhoduje podat si inzerát do odborného časopisu. Peníze na něj Eva sebere od Karla, který pro tyto účely vzal „vedlejšák“ jako soukromý špion – vynaložených deset tisíc se však promění jen v černobílý inzerát o rozměrech navštívenky s textem „Studio Zero hledá režiséra“. Pavlovi se podaří obtelefonovat všechny Davidovy milenky a pozvat je na skutečný dabingový konkurs, při kterém dokonce nadabují pilotní díl seriálu a chtějí ho podat Evě jako překvapení, jenže výběrové řízení prohrají poté, co Evina PR poradkyně zveřejní v bulvárním časopise Švih mnohastránkovou fotoreportáž, popisující studio jako doupě neřesti. Jeden pozitivní dopad to má: režisér Janda přijede osobně do studia ve své nablýskané Simce nabídnout svou pomoc. |                             |              |              |                 |
| 4 | Vulgarismy                  | Petr Zelenka | Petr Zelenka | 29. ledna 2018  |
| Zatímco na začátku dílu divák zjistí, že Karlova angličtina není nijak oslnivá a raději ze svého platí profesionální překladatelku Danu, tak režisér Janda dává průchod svým velitelským vášním a dokáže naprosto zdeptat i zkušeného dabéra natolik, že se profesionální herci odmítají účastnit frekvence k americkému seriálu Ragbisti a Janda přikáže dabovat i technikům s jednoduchým argumentem, že „dabovat může každá lemra“, navíc když postavy z amerického fotbalu jsou „absolutní kreténi, úplně vydlabaní“. Švarcův agent Aleš Brázda, předseda Herecké asociace, navíc po studiu vymáhá finanční kompenzaci za psychickou újmu, a tak je Eva nucena dát Jandovi výpověď (kterou oba přijmou s úlevou). Následující frekvence Ragbistů s dabujícím Viktorem Preissem přinese výrazné problémy s textem, neboť herec odmítá mluvit sprostě a dožaduje se alespoň jakžtakž slušných synonym. Spor vyvrcholí po nečekaném příjezdu režiséra Jandy do studia. |                             |              |              |                 |
| 5 | Ženské zbraně               | Petr Zelenka | Petr Zelenka | 5. února 2018   |
| Večerní zpravodajství České televize Události 15. 6. 2001: „O tom, že dabování může být životu nebezpečné, se v sobotu odpoledne přesvědčil herec Viktor Preiss, a to během natáčecí frekvence v dabingovém studiu, když ho napadl režisér.“ Šokovaný herec začíná mluvit sprostě i do kamery, žaloba na studio na sebe nenechá čekat a policejní vyšetřovatel, provádějící rekonstrukci činu, je nucen zabavit coby „doličný předmět“ i mixážní pult, který předtím Janda po Preissovi hodil. Eva se zatím v mediálním kurzu dozví, že používat vlastní tělo k dosažení firemních úspěchů je její povinností, a rozhodne se využít Ladiných sváděcích zkušeností pro ulovení televizního manažera a tedy získání obchodní příležitosti. Namísto Lady ale skončí v jeho posteli ona sama – a jak se ukáže, zcela zbytečně, protože on v televizi dostal výpověď. Karel, Pavel a David mezitím nadabují kazety s loutkovým seriálem o výmluvném názvu Kapitán Filcka, který pak Eva hodnotí výstižně: „Jestli většina lidí chce takovýhle filmy, tak potom ti diváci taky nejsou normální. Ale my normální jsme, my to jenom dabujeme.“ |                             |              |              |                 |
| 6 | Supervizor                  | Petr Zelenka | Petr Zelenka | 12. února 2018  |
| Eva se snaží získat zakázku na dabing filmové pohádky od společnosti Disney a zároveň předejít žalobě od herecké asociace tím, že jejího předsedu Brázdu angažuje jako dabéra jedné z postav. Jeho rozložitá (či spíše tlustá) postava se ale zasekne v úzké předsíňce do spíkrovny právě ve chvíli, kdy studio navštíví Disneyho polská supervizorka Kinga. Ta má v lásce českého herce Ivana Trojana a Eva jí neuváženě slíbí, že zajistí jeho hlas pro postavu Žraločka, ačkoliv dobře ví, že Trojan dabingy ze zásady odmítá. Pavlův pokus najít imitátora je neúspěšný, o dost lépe však dopadne jeho nápad sestříhat „dabing“ z Trojanových dialogů ve filmu Samotáři a telefonátu do rádia Pjena ve chvíli, kdy tam Trojan odpovídá na telefonáty posluchačů. Následující den Kinga naslouchá Trojanovu hlasu ze zkušebního dabingu a její nadšení bere osazenstvo Studia Zero jako jasný příslib zakázky, obzvlášť když jim Brázda ze svého nedobrovolného útočiště v předsíňce oznámí, že i on Trojana přesvědčil k dabování. Studená sprcha přijde vzápětí: Kinga jim totiž oznámí, že už uzavřela smlouvu přímo s Trojanovým novým studiem. Brázdu nakonec musí vyprostit autojeřáb skrz rozebranou střechu a nad dvorem se vznáší nejenom jeho postava, ale i vzájemné nadávky a výhrůžky. |                             |              |              |                 |
| 7 | Černý prodej filmů          | Petr Zelenka | Petr Zelenka | 19. února 2018  |
| Eva se na mediálním kurzu dozví, že pro podnikatelský úspěch se nesmí bát lhát svým zaměstnancům a klidně je i nařknout z krádeže (Eva: „Mně to připadá nemorální...“ – Kross: „A zkrachovat je morální?“). Navíc si nechá od Lenky vnutit nová drahá „vdovská“ psychofarmaka, protože se domnívá, že právě ty dosavadní indické prášky jsou příčinou toho, že se „chová trošku jako kurva“ (ovšem už dříve jí sloužil manžel jen jako zdroj peněz pro nevázaný život). Eva pak nemá vůbec žádný problém se vyrovnat s tím, že svým lidem dluží už druhou výplatu: prostě si vymyslí, že někdo z nich poskytl nelegální kopie seriálu Kapitán Filcka vietnamským trhovcům, a že by si měli raději zamést před svým prahem než bažit po penězích. Poté, co za sebou práskne dveřmi, se kolegové začnou navzájem sledovat. Karel podezírá Danu, která mu pománá s překlady, a rozhodne se jí propátrat byt – zatímco ona sama doufá, že ji přišel svádět. Pavel s Davidem zase podezírají Karla, protože ten má auto i šatní skříňku plnou pornokazet – jde však o letitou sbírku po jeho otci, jak bezelstně vylíčí Daně při své pátrací návštěvě. Nejhůř ale dopadne Pavlovo pátrání po nelegálních kopiích přímo v tržnici Sapa, protože tam sám zapomene dvě originální kazety a Vietnamci to pochopí jako objednávku na jejich rozmnožení. Když tedy Eva druhý den přizná, že si vše vymyslela, jsou v oběhu již stovky nelegálních kopií... |                             |              |              |                 |
| 8 | Ceny Františka Filipovského | Petr Zelenka | Petr Zelenka | 26. února 2018  |
| Českou společnost rozděluje přístup k dabingu: někdo ho považuje za umění (například prezident republiky Václav Havel), někdo zase za hnus, vinou kterého česká společnost neumí cizí jazyky (například režisér Radim Špaček nebo předseda Poslanecké sněmovny Václav Klaus). Osazenstvo studia zase rozděluje otázka, jaký výtvor přihlásit do 8. ročníku Ceny Františka Filipovského v Přelouči – při hádce navíc vyjde najevo, že po Archově úmrtí ve studiu ještě dvě hodiny pokračovali v natáčení, což Evu nejprve rozčílí a potom přivede k přesvědčení, že studio je nyní prokleté. Vypočítavá Lenka jí vzápětí vnutí změření toku energií („Za to nic nedáš, stojí to jenom dva tisíce.“) a dorazivší psychotronička Květa se pak nechá Pavlem přemluvit, aby jako médium vyvolala ducha Františka Filipovského kvůli dotočení vystřížených scén ze 45. minuty italské krimikomedie Šimon a Matouš. Všichni jsou pak šokovaní z toho, že Filipovský se sice ozve, ale že sám označí dabing za podvod a namluvení chybějící scény podmíní tím, že se Pavel zasadí o přejmenování dabingových cen po jiném herci. |                             |              |              |                 |
| 9 | Inzerát                     | Petr Zelenka | Petr Zelenka | 5. března 2018  |
| Eva se pokouší sehnat trvalý vztah pomocí seznamky, ke které ji přesvědčila Lenka. Zároveň se nechává ze zištných důvodů obletovat Karlem a obden si „uvolňuje přetlak“ při souloži s Pavlem – ten se ale odmítá považovat za „ventil“, naopak to pokládá za rozvíjející se vztah a rozhodne se nastěhovat k Evě do vily, zatímco ta není doma. Jenže to dopadne zcela očekávatelně: Eva po svém návratu nejen že vyhodí jeho věci na chodník, ale nechá si vrátit klíče, zhanobí jeho dosavadní nehonorovanou dřinu pro studio a ještě mu vrazí facku. Zklamaný a zdeptaný Pavel nakonec stojí v dešti na chodníku mezi hromadami nábytku a krabicemi s osobními věcmi, namísto aby maximum věcí narovnal do své prostorné dodávky. Před zničením zachraňuje jedinou věc: svůj oblíbený přenosný radiotelevizor Sharp. |                             |              |              |                 |
| 10 | Monitoring                  | Petr Zelenka | Petr Zelenka | 12. března 2018 |
| Eva se ve své neschopnosti rozhodne přivést do studia svého mediálního poradce Krosse, aby jí pomohl zefektivnit a zlevnit jeho provoz. Ve studiu však právě bydlí Pavel, který vinou předchozích okolností přišel o bydlení a díky tomu zachytí dopis z banky, která vyzývá Evu k zaplacení dluhu na kreditní kartě přes 80 tisíc korun. Eva s Krossem dorazí ve chvíli, kdy je dokončena dabovací frekvence stupidního britského fekálního seriálu. V nastalé hádce Pavel podá výpověď a rozhodne se odvézt své věci, hlavně však mikrofony, které kdysi koupil právě pro Evu (Pavel: „Tyhle mikrofony byly u toho, když jsme plánovali, co všechno spolu dokážeme!“ – Eva: „Tak hošánku, tyhlety dva mikrofony jsi koupil v roce 92, když jsi předtím za stejný peníze prodal svoji stavební parcelu v Braníku, ty trdlo!“). Později Pavel dokonce zjistí, že Eva dokázala veškeré dosavadní tržby studia (odhadem dva miliony) utratit za kabelky – ale když toto zjištění oznamuje kolegům, dorazí do studia i Eva a začne rozdávat dlužné peníze. Vyspala se totiž s Krossem, nechala na něj „dočasně“ přepsat vlastnická práva na studio a on jí „na oplátku“ dal trochu peněz na splacení dluhů. |                             |              |              |                 |
| 11 | Destrukce                   | Petr Zelenka | Petr Zelenka | 19. března 2018 |
| Dění předchozích dílů začíná gradovat. Zásilku nelegálních psychofarmak zabavili celníci, Lenka i Eva padají do hluboké deprese a poperou se v obchodě. Z plánované důležité kontraktační schůzky v soukromé televizi také sejde – Kross se totiž ve studiu totálně opije a dostane do deliria, ve kterém prozradí, že studio už dávno prodal za pět milionů nějakým developerům. Náhodně dorazivší Krossova manželka vzdá snahu ho dostat pryč a jen varuje Evu, ať si dává pozor, protože Kross je v deliriu schopen všeho. Taky že ano: Eva se rozhodne taky opít, takto ji objeví Karel a vyhoví její prosbě o odvoz. Jakmile za nimi zapadnou dveře, Kross se probere ze ztuhlosti, zabarikáduje se v režii a začne demolovat vybavení, aniž by mu v tom mohli Pavel s Ladou nějak zabránit. Těm nezbyde nic jiného, než si ustlat v Pavlově dodávce. |                             |              |              |                 |
| 12 | Poslední dabing             | Petr Zelenka | Petr Zelenka | 26. března 2018 |

## Recenze
- Mirka Spáčilová, iDNES.cz [3]
- Pavel Koutský, MediaHub[7]
- Milan Rozšafný, TVZone.cz [8]
- Kamil Fila, Hospodářské noviny[9]